# Buddy Miles
George Allen Miles, Jr., também chamado de Buddy Miles (5 de setembro de 1947 - 26 de fevereiro de 2008), foi um baterista e cantor de rock e funk norte-americano, mais conhecido como membro da Band of Gypsys de Jimi Hendrix, de 1969 até janeiro de 1970.